# 第七天 (小说)
《第七天》，作家余华在2013年出版的长篇小说。

## 内容
该书描写一个走向火葬场的死人（杨飞）在死后7天中的人生经历和回憶，帶出中國社會的問題。

## 风格
该书采用西方创作技巧，开篇即引用基督教《圣经》的《旧约·创世记》，通过“荒诞”写法描述现实生活。

## 评价
对于有读者把该书比作《百年孤独》，余华回复说：“加西亚·马尔克斯的《百年孤独》里写了很多当时哥伦比亚报纸上的事件和话题，他说他走到街上，就有读者对他说：你写得太真实了。《第七天》不能和《百年孤独》比，人家写下的是一百年的孤独，我只是写下七天的孤独，而且人家的一百年只用了二十多万字，我的七天花费了十三万字。我深感惭愧。”
也有读者批评该书是“《第七天》就不过是近年来的社会新闻集锦或什锦或拼盘”。
中国作家网的专文对“强拆、卖肾、火灾、瞒报、车祸、地陷、冤狱、杀警、‘伪娘’卖淫、死婴等”是“新闻串烧”、“微博汇编”等恶评持有不同意见。专文认为“余华用作家的胃口艰难地吞咽并顽强地消化着“新闻”，以绝不遗忘和咀嚼反刍的姿态，让痛深入骨髓，让爱融入心灵。”
北京大学教授黄燎宇认为：《第七天》把中国人的悲哀和善良都写绝了。
复旦大学中文系教授张新颖称：“网友之所以会认为余华只是在做新闻剪报，是因为余华写的是我们已经视而不见的日常生活，太真实，触及了我们这个时代一些我们远远没有讲清楚、不愿意讲的东西。”